# Ficus halmaherae
Ficus halmaherae är en mullbärsväxtart som beskrevs av Edred John Henry Corner. Ficus halmaherae ingår i släktet fikonsläktet, och familjen mullbärsväxter. Inga underarter finns listade i Catalogue of Life.